# Androsace ciliata
Los cantaritos (Androsace ciliata) es una especie de la familia de las primuláceas.

## Descripción
Planta perenne, cespitosa. Hojas oblongas, ciliadas en sus bordes, carnosa, que no persisten mucho tiempo tras marchitarse. Flores de 5-8 mm de color rosa intenso, con el centro naranja o amarillo.

## Distribución y hábitat
Endemismo de los Pirineos Orientales. Pastos pedregosos, gleras más o menos fijadas, fisuras de rocas o crestas venteadas, en alta montaña, tanto calcárea como silícea. Es una especie que está adaptada para vivir en los ambientes más duros de la alta montaña, donde la nieve solo desaparece durante dos o tres meses al año.

## Taxonomía
Androsace ciliata fue descrita por Augustin Pyrame de Candolle y publicado en Flore Françoise ed. 3, 3: 441. 1805.
Etimología
Androsace: nombre genérico que deriva de las palabras griegas:  andros = "hombre, varón," y sakos = "escudo" 
ciliata: epíteto latíno que significa "ciliada".